# Ольденбург
Ольденбург (нім. Oldenburg) — місто в Німеччині, земля Нижня Саксонія. Столиця колишнього Ольденбурзького графства і Ольденбурзького герцогства. Резиденція правителів Ольденбурзького дому. У місті діє Ольденбурзький університет (1973).

## Історія
- 1108–1774: Ольденбурзьке графство
- 1774–1810: Ольденбурзьке герцогство
- 1814–1918: Велике герцогство Ольденбурзьке
- 1918–1946: вільна держава Ольденбург

## Освіта
- Ольденбурзький університет

## Відомі люди

### Уродженці
- Отто Зур (1894—1957) — німецький політик
- Йоганн Фрідріх Гербарт (1776—1841) — німецький філософ, психолог і педагог
- Карл Ясперс (1883—1969) — німецький філософ і психіатр.